# Gaspar Gasparian
Gaspar Gasparian (São Paulo, 1899-1966) fue un fotógrafo brasileño de origen armenio que se introdujo de modo serio en la fotografía ya de adulto, en torno al año 1942, gracias a la fundación en su ciudad natal del Foto Cine Club Bandeirante.
Desde el primer momento su práctica fotográfica se basó en el interés artístico de la misma, en un principio más cercana al pictorialismo, retratando naturaleza muerta, pero derivando pronto hacia un mayor vanguardismo y heterogenia, con una importante inmersión en la abstracción.  Acabaría convirtiéndose en uno de los representantes de la Escuela Paulista, junto con artistas como José Yalenti o el español Marcel Giró.

## Exposiciones (selección)
- 2011. 'La abstracción geométrica en Latinoamérica (1934-1973)' (colectiva).[4] Fundación Juan March, Madrid
- 2012. 'Gaspar Gasparian’. Galería Lucia Brito (São Paulo)[5]

## Libros
- 'Gaspar Gasparian: un fotógrafo paulista'. Editorial Marca D´Água, 1988[6]